# Jo-Ann Strauss
Pour les articles homonymes, voir Strauss.
Jo-Ann Cindy Strauss , née le 3 février 1981 au Cap, a été élue Miss Afrique du Sud 2000.
Elle est la 44e Miss Afrique du Sud. Elle est actrice, femme d'affaires, conférencière et animatrice de télévision.
Elle parle couramment l'anglais, l'allemand, l'afrikaans et le xhosa.

## Biographie

### Enfance et études
Strauss a grandi à Blackheath avec ses parents, Ingrid et Johan Strauss et son frère cadet Heinrich. Elle a fréquenté l'école primaire Uitsig puis s'est inscrite à Hottentots-Holland High School à Somerset West pour ses années scolaires supérieures où elle apprit le xhosa. En 1998, elle s'inscrit en tant que présidente des élèves.
Rêvant de devenir une obstétricienne-gynécologue, elle décide d'étudier la médecine à l'université de Stellenbosch mais garde finalement ses options plus ouvertes, optant pour un diplôme en commerce. Ses amis de l'université ont parlé d'elle et l'ont inscrite au concours Miss université de Stellenbosch. Puis, ils ont osé la présenter à Miss Teen SA où l'un des juges l'a suggéré qu'elle participe au concours de Miss Afrique du Sud.
Elle a obtenu son baccalauréat en économie et en droit à l'université de Stellenbosch après l'élection Miss Afrique du Sud.

### Élection Miss Afrique du Sud 2000
Le 9 décembre 2000, Jo-Ann Strauss est élue Miss Afrique du Sud 2000 et succède à Heather Joy Hamilton, Miss Afrique du Sud 1999 à l'âge de 19 ans.
Ses dauphines :
- 1re dauphine : Lay Jeevanantham
- 2e dauphine : Claire Drew

#### Parcours
- Miss Afrique du Sud 2000.
- Top 10 au concours Miss Monde 2001 à Sun City, Afrique du Sud.
- Candidate au concours Miss Univers 2001 à Bayamón, à Puerto Rico.

### Depuis son titre de Miss Afrique du Sud
Après avoir été élue Miss Afrique du Sud, Jo-Ann Strauss devient présentatrice de l'émission, Pasella. La même année, elle a été invitée par Naomi Campbell à participer à un défilé de mode à Barcelone, organisé en soutien à une levée de fonds au profit de l'enfance par la fondation Nelson-Mandela. 
En juin 2002, elle participe à l'émission de télé-réalité, Celebrity Big Brother pour des dons qui se seront versés aux organismes de bienfaisance en Afrique du Sud. 
Le 10 juin 2010, elle présente en direct la cérémonie d'ouverture de la coupe du monde de football de 2010 en Afrique du Sud sur ZDF avec Thomas Gottschalk à Johannesbourg.
En 2009, elle a été choisie comme le visage de Lux qui a été un point culminant de sa carrière parce que la marque Lux a fait poser certaines des plus grandes célébrités comme Marilyn Monroe, Sophia Loren, Rachel Weisz, Sarah Jessica Parker et Catherine Zeta-Jones. Jo-Ann a également lancé sa carrière d'actrice avec un petit rôle en apparaissant comme journaliste dans le téléfilm franco-allemand Le Secret des baleines en 2010.
Elle a été nommée avocate de célébrité pour l'organisation internationale des droits de l'enfant, le Fonds des Nations Unies pour l'enfance (UNICEF) en Afrique du Sud en 2014.

### Vie privée
Jo-Ann Strauss épouse le 31 mars 2012 avec le chirurgien orthopédiste allemand, Michael Held au Cape, en Afrique du Sud. En novembre 2013, elle confirme les rumeurs sur sa grossesse bien plus tard, voulant rester discrète sur sa vie privée. En 2014, elle donne naissance à un garçon.

## Émissions
- 9 décembre 2000 : Élection Miss Afrique du Sud 2000.
- De 2000 à 2004 : Présentatrice de l'émission, Pasella sur SABC 2.
- Du 23 au 30 juin 2002 : Finaliste de Celebrity Big Brother Afrique du Sud.
- De novembre à décembre 2007 : Juge de l'émission, Revlon Supermodel.
- 6 septembre 2008 : Coprésentatrice de l'émission de voyage, Top Travel.
- Depuis 2005 : Présentatrice de l'émission, Top Billing sur SABC 3.
- 2010 : Wetten, dass..? sur ZDF.
- 29 mars 2015 : Élection Miss Afrique du Sud 2015

## Filmographie
- 2011 : Le Secret des baleines (Das Geheimnis der Wale) de Philipp Kadelbach : Journaliste

## Récompenses et distinctions
En avril 2004, elle a été nommée l'une des 5 femmes les plus élégantes en Afrique du Sud ainsi comme étant une icône du style et de la mode par le magazine, Rooi Rose. En 2005, les magazines Elle, Glamour et People l'ont nommée comme étant l'une des célébrités les plus élégantes de l'Afrique du Sud. Elle a été nommée comme l'une des célébrités féminines préférées par les Kids Choice Awards sur M-Net. En 2005, elle a remporté le Duku Duku Award et est nommée comme étant la femme la plus élégante à l'écran.